# Estadio Cementos Progreso
El Estadio Cementos Progreso (Anteriormente Estadio La Pedrera) es un escenario multiusos, localizado en la Ciudad de Guatemala, en Guatemala. Su dirección es 15 Avenida 28-00, Zona 6, La Pedrera. El estadio fue inaugurado el 11 de noviembre de 1991 en un partido de fútbol entre el CSD Municipal y la Selección de fútbol de Costa Rica (1-2), con el propósito de continuar incentivando el desarrollo del deporte en los guatemaltecos. Tiene capacidad para 17 000 espectadores sentados y 28 000 utilizando gramilla. e instalaciones para servicios deportivos y para el público; su cancha de fútbol cumple con las medidas reglamentarias de la FIFA para realizar juegos internacionales. La pista de atletismo sintética que posee fue la primera en Centroamérica, cumple con las medidas reglamentarias de la Federación Internacional de Atletismo. También es la sede del Club Capitalinos F.C. y del club Tipografía Nacional. Es el tercer estadio más grande de Guatemala y ha albergado numerosos partidos internacionales a nivel profesional, incluyendo encuentros de la selección de fútbol de Guatemala.

## Historia

### Finales en competición internacional
| 5 de diciembre de 2004 (Último partido de la ronda final de la Copa Interclubes de la Uncaf 2004) | Municipal   | 1:0 (0:0) | Saprissa | Estadio Cementos Progreso, Ciudad de Guatemala |  |
|                                                                                                   | Ramirez 77' | Reporte   |          |                                                |  |

## Instalaciones
Las instalaciones pueden adaptarse tanto para actividades deportivas, conciertos musicales u otros eventos masivos. 
La circulación de peatones y vehículos está claramente establecida y señalizada para lograr mayor seguridad. El campo de fútbol tiene dimensiones olímpicas de 105 m de largo por 68 m de ancho con sus contracanchas respectivas. La pista de atletismo es de material sintético, de fabricación alemana.
El estadio cuenta con cuatro secciones de graderíos:
- Platea
- Tribuna
- Preferencia
- General

## Fútbol
Cuenta con un torneo de fútbol 11. Dividiéndose en Torneo Apertura y Torneo Clausura. Actualmente es la casa del Club Comunicaciones.

## Atletismo
El equipo de atletismo en Guatemala se llama Club Atlético Cementos Progreso, fue fundado en 1992, habiendo pasado más de 1000 jóvenes por dicha institución, estableciendo diferentes récords nacionales.
La pista consta de ocho carriles tanto en los 400 metros como en la recta rápida (100 m y 110 m valla).
Existen facilidades para todas las disciplinas olímpicas de atletismo: 
- Salto de longitud
- Salto triple
- Salto de altura
- Salto con pértiga
- Lanzamiento de jabalina
- Lanzamiento de peso
- Lanzamiento de disco
- Lanzamiento de martillo
- Carreras de obstáculos

## Conciertos
Cabe destacar que el estadio ha albergado algunos eventos musicales. Entre los más conocidos está el concierto realizado el 3 de noviembre de 2016 por la famosa banda de thrash metal Metallica, Austin Mahome en noviembre de 2014, y la banda de Hard rock Guns N' Roses el 8 de abril de 2020, como parte del gran Not in This Lifetime... Tour.
- Austin Mahome: Live On Tour, noviembre de 2014.[3]
- Metallica: WorldWired Tour, 3 de noviembre de 2016.[4]
- Fuerza Regida: 28 de marzo de 2025.[5]

## Escuela de patinaje
Fue creada en 2004, esta pertenece al club Cementos Progreso. Se entrenan en una pista de 200 m acondicionada en la plazoleta del estadio.

## En la cultura popular
El CEMPRO, se usó en la grabación de la película Repechaje de Jimmy Morales en 2009. Sale como sede del torneo de futbol en la segunda mitad de la cinta.